# Galvanizacija
Galvanizacija je primjena istosmjerne električne struje stalne jakosti, ili takozvane galvanske struje. U medicini, galvanizacija je primjena istosmjerne, stalne struje radi liječenja. Njezinim djelovanjem mijenja se propusnost staničnih membrana, krvne žile se šire, poboljšavaju se metabolički procesi, pospješuje se resorpcija edema, smanjuje grč skeletnih mišića i ublažuje se bol. Dok galvanska struja stalne jakosti teče, ona ne podražuje mišić; mišićna kontrakcija nastaje samo kod prekida (otvaranja ili zatvaranja) strujnoga kruga. Galvanizacija se primjenjuje u trajanju od 10 do 20 minuta, obično 10 do 15 postupaka u jednoj seriji. Indikacije su različita bolna stanja, osobito neuralgije, oštećenja perifernih živaca, parestezije, bolesti krvnih žila i drugo. Kod četverostanične kupke bolesnik sjedi i uroni šake i stopala u četiri plastične kadice napunjene vodom, u kojima su grafitne elektrode. Tako se može djelovati na cijelo tijelo. Hidrogalvanska kupka oblik je elektroterapije gdje se koristi galvanska struja u kadi punoj vode, u koju je bolesnik uronjen. U tehnici, galvanizacija se primjenjuje kod galvanotehnika.

## Galvanotehnika
Galvanotehnika je skup elektrokemijskih postupaka za nanošenje metalnog sloja na površinu nekog predmeta, najčešće uz istodobno elektrolitsko otapanje metala na anodi i njegovo taloženje na katodi. Razlikuju se dva osnovna galvanotehnička postupka: elektroplatiranje i elektrooblikovanje (elektroformiranje). Elektroplatiranje ili galvanostegija je nanošenje tankog sloja nekog metala na površinu predmeta izrađenog od drugog metala radi zaštite, uljepšavanja ili postizanja određenih površinskih svojstava. Elektrooblikovanje, elektroformiranje ili galvanoplastika nanošenje je metala na električki vodljiv model radi proizvodnje složenih konstrukcijskih dijelova, kalupa, matrica i slično. Anoda, najčešće građena od iste kovine, također je uronjena u kupku i spojena na pozitivan pol izvora. Zatvaranjem kruga istosmjerne struje zbivaju se elektrolitičke reakcije: na anodi kovina otpušta elektrone (anodno otapanje) i u obliku pozitivnih iona (kationa) prelazi u otopinu te putuje do katode, gdje prima elektrone i na njoj se izlučuje (katodno taloženje). Ako se postupak provodi s netopljivom anodom, istaloženi se kationi nadoknađuju dodavanjem elektrolita. Elektropoliranje je također poznato kao elektrokemijsko poliranje ili elektrolitsko poliranje (pogotovo u metalografijskom polju). To je elektrokemijski proces koji uklanja materijal od metalnog izratka.
Za rezultat galvaniziranja u elektroplatiranju i elektrooblikovanju bitan proces je katodno taloženje. Da bi se ono moglo neprestano odvijati, među ostalim, mora se održavati i koncentracija elektrolita u kupki. Najčešće se to postiže istovremenim otapanjem anode građene od metala kojim se galvanizira (anodnim otapanjem). No, kad se iz nekog razloga upotrebljavaju anode koje se ne otapaju, otopini se povremeno ili još bolje stalno dodaje elektrolit. Te dvije metode održavanja koncentracije elektrolita u kupki u galvanotehnici penekad se i nadopunjuju. 

## Način rada
Uređaj za provedbu galvanotehničkih postupaka sastoji se od kupke s uronjenim elektrodama (anodom i katodom), koje su spojene s vanjskim izvorom galvanske struje (istosmjerna električna struja stalne jakosti). Kupku čini otopina elektrolita, to jest otopina soli onog metala koji se želi istaložiti na katodi. Od tog su metala najčešće građene i anode, a kao katode stavljaju se predmeti na koje se metal treba nataložiti. Predmeti mogu biti od nekoga drugog metala ili od drugih materijala (plastika, vosak, gips) kojima se površina učini vodljivom nanošenjem električki vodljivog laka ili redukcijom metalnih soli. Zatvaranjem kruga istosmjerne struje zbivaju se elektrokemijske reakcije: na anodi metal otpušta elektrone (anodno otapanje) i u obliku pozitivnih iona (kationa) prelazi u otopinu svoje soli (elektrolitska disocijacija). Kation putuje kroz otopinu do katode, gdje prima elektrone i izlučuje se iz otopine (katodno taloženje). Može se raditi i s anodom koja se ne otapa, ali tada istaložene katione treba nadoknađivati dodavanjem elektrolita u kupku. Temperatura kupke obično je oko 80 °C, gustoća struje 1 do 10 A/dm2, a napon 1 do 15 V. Debljina je slojeva istaloženih elektroplatiranjem 1 do 50 μm, a elektrooblikovanjem 5 do 10 mm. 
Kako se na galvanotehnici zasniva i elektrolitičko dobivanje i rafinacija metala, galvanotehnika se katkad promatra i kao grana elektrometalurgije. Međutim, galvanotehnički se procesi razlikuju od elektrometalurških time što iscrpak i čistoća slojeva nisu najvažniji u galvanizaciji, već se pritom postavlja niz teže zadovoljivih zahtjeva. Gotovo uvijek galvanski slojevi moraju biti fine, sitnozrnaste strukture, homogeni i čvrsti, moraju se lako polirati, biti jednolične debljine i, pri elektroplatiranju, dobro prianjati na podlogu. Za to su osobito mjerodavni procesi kristalizacije za vrijeme galvaniziranja. Međusobno djelovanje tih i elektrokemijskih procesa katodnoga taloženja pri galvaniziranju toliko je isprepleteno da se oni ne mogu promatrati odvojeno jedni od drugih. Zbog toga se za katodno taloženje galvanskih slojeva u suvremenoj tehnologiji sve više upotrebljava naziv elektrokristalizacija. Da bi se procesi elektrokristalizacije mogli odvijati tako da im rezultat budu galvanski slojevi tražene kakvoće, među ostalim je potrebno da se podloga prije galvaniziranja nalazi u prikladnu fizikalno-kemijskom stanju: da joj je površina dovoljno glatka, to jest da je bez ogrebotina, pukotina i rupa te da je dovoljno čista kako bi se mogao uspostaviti prikladan kontakt između nje i kupke. Obično je pri galvaniziranju potrebno površinu izradaka tek dovesti u takvo stanje. Također je za postizanje potrebne kakvoće galvaniziranih proizvoda obično nužna i doradba. Zbog toga galvaniziranje u širem smislu obuhvaća i niz operacija predobradbe i naknadne obradbe.

### Elektrolitičko nagrizanje
Elektrolitičko nagrizanje se izvodi u spremniku s kiselom kupkom u kojem je izradak katoda (katodno nagrizanje) ili anoda (anodno nagrizanje). Zbog snažnog razvijanja plinova na površini izratka, iz kupke se lako odvajaju produkti oksidacije i drugi slojevi, osobito ogorine od toplinske obrade, pa je postupak djelotvorniji od kemijskog nagrizanja (dekapiranja). Osobito je elektrolitičko nagrizanje prikladno za čišćenje izradaka od željeza i čelika. 

#### Katodno nagrizanje
Pri katodnom nagrizanju kupka je otopina s 10% sumporne kiseline i nešto kositar(II) sulfata. Izvodi se na 60 - 70 °C, uz gustoću struje od 0,08 do 0,1 A/cm2, obično s anodama od olova. Za vrijeme trajanja postupka, kositar koji se izlučuje zaštićuje već očišćena mjesta na izratku od vodikove krtosti. Prije dalje obrade taj se sloj kositra uklanja anodnim otapanjem u kupki s natrijevim karbonatom i trinatrij fosfatom kao elektrolitima. Prednost ovog načina nagrizanja je što se pri tome gubi vrlo malo materijala i kiseline. Nedostatak mu je razmjerno loša raspodjela elektrolita u udubinama katode, pa se upotrebljava samo u predobradi ravnih izradaka. Osim toga, primjena ovog postupka nagrizanja povezana je sa stanovitim rizikom od pojave vodikove krtosti površine njime obređenih izradaka. 

#### Anodno nagrizanje
Pri anodnom nagrizanju za elektrolit se upotrebljava, također, sumporna kiselina ili smjesa sumporne i fosforne kiseline. Dakako, tu je gubitak materijala veći, ali se na njima ne može razviti krtost površine. Također je raspodjela elektrolita u udubinama bolja, pa je postupak primjenjiv i u nagrizanju jako profiliranih dijelova. Za vrijeme izvođenja postupka na površini željeznih izradaka nastaje oksidna kožica ravnomjerne debljine, koja ih štiti od jačeg najedanja. Ta se kožica može ukloniti metodama koje se upotrebljavaju za sprečavanje pasivacije. 

### Elektrolitičko odmašćivanje
Elektrolitičko odmašćivanje izvodi se u spremniku s alkaličnom kupkom, također kao katodno i anodno odmašćivanje i djelotvornije je od fizikalno-kemijskog odmašćivanja vrućim otopinama alkalija, također zbog razvijanja plinova na površini izradaka. 

#### Katodno odmašćivanje
Katodno odmašćivanje djelotvornije je zbog toga što se na katodi razvija 2 puta više plina (vodika) nego na anodi (kisika). Nedostaci su mu što se pri tome na površini izratka mogu istaložiti male količine mekih metala iz soli prisutnih u kupki, što, kad se radi o izracima od željeza i čelika, može dovesti do vodikove krtosti. Zbog toga elektrolitičko odmašćivanje ne smije trajati više od 2 minute. Opasnost od razvijanja vodikove krtosti pri katodnom odmašćivanju umanjuje se smanjivanjem napetosti površine kupke pomoću prikladnih sredstava za kvašenje. Ponekad se otopinama elektrolita za katodno odmašćivanje dodaju male količine složenih cijanskih soli bakra. Vrlo tanki galvanski sloj bakra, kojim su nakon takvog čišćenja elektroplatirani izraci, služi za kontrolu uspjeha odmašćivanja, a u nekim slučajevima još i kao međusloj za povećanje prionjivosti drugih slojeva koje još treba nanijeti daljom obradom. 

#### Anodno odmašćivanje
Anodno odmašćivanje povezano je s jačom oksidacijom površine izradaka nego anodno nagrizanje. To je često prednost, jer se često oksidna kožica lako odvaja uz nastajanje čiste površine izratka s hrapavošću upravo prikladnom za elektrokristalizaciju. Zbog toga se ovim postupkom, međutim, ne smiju čistiti izraci od metala topljivih u alkalijama (na primjer cink), a ne mogu oni od lakopasivabilnih metala (na primjer aluminija, nikla). Izraci od metala osjetljivih prema alkalijama u oksidativnoj sredini (na primjer bakra i njegovih slitina) smiju se ovim postupkom obrađivati samo vrlo kratko (nekoliko sekundi). Anodno odmašćivanje izradaka od čelika obično je izvedeno za 2 minute, ali se smije produžiti, ako je to potrebno. 
Katodno i anodno odmašćivanje često se kombiniraju. Tamo gdje anodno odmašćivanje mora biti vrlo kratko (kao u već spomenutom odmašćivanju bakra i njegovih slitina), kombinirano elektrolitičko odmašćivanje izvodi se kratkotrajnom anodnom polarizacijom izratka nakon katodnog odmašćivanja u istom spremniku. Inače se zbog prisutnosti sredstava za kvašenje u otopinama elektrolita za katodno taloženje, koji bi smetali pri anodnom odmašćivanju, te dvije operacije izvode u posebnim spremnicima. 

### Galvaniziranje
Za upravljanje elektroplatiranjem posebno je važno poznavati uvjete galvaniziranja na koje se može utjecati. Oni obuhvaćaju sastav, temperaturu i konvekciju kupke, materijal i oblik anode, te gustoću kupke. 

#### Sastav kupke
Za svojstva kupke najvažnija je, dakako, vrsta elektrolita. Pri elektroplatiranju elektrolit se odabire prema anionu soli koje su za to prikladne. Prema tome se i kupke nazivaju. Najvažnije su kloridne, sulfatne i cijanidne kupke, ali se često upotrebljavaju i fosfatne, pirosulfatne i pirofosfatne, fluorboratne, nitritne i druge kupke. Često se izborom elektrolita podesiva svojstva kupke postižu i kombiniranjem ovih glavnih elektrolita s elektrolitima koji imaju druge anione (na primjer sulfatnim kupkama često se dodaju kloridi da bi se smanjile smetnje procesu anodnog otapanja). No, elektroliti se ne biraju samo prema njihovim svojstvenim djelovanjima na odvijanje elementarnih procesa, već i prema njihovoj cijeni. Osim toga, svojstva kupke zavise i od koncentracije elektrolita (od toga zavisi i gustoća u procesu). S druge strane, optimalna koncentracija elektrolita zavisi od niza činilaca koji se ne mogu obuhvatiti općim pravilima. Ipak, u suvremenim postupcima teži se velikim koncentracijama elektrolita, jer su nužne za takozvane visokoučinske kupke (kupke koje omogućavaju galvaniziranje što sjajnijim, sitnozrnim slojevima za najkraće praktički dosizivo vrijeme). 

#### Sredstva za povećanje vodljivosti
Sredstva za povećanje vodljivosti također su soli, ali i kiseline i baze. Soli koje se upotrebljavaju za tu svrhu obično su alkalijske ili amonijske, s istim anionom koji ima i elektrolit. Od kiselina za tu svrhu najviše se upotrebljava sumporna u sulfatskim kupkama, koje se zbog toga često nazivaju i kiselim. Baze za povećavanje vodljivosti obično su alkalijski hidroksidi. Obično se dodavaju cijanidnim kupkama, pa se te često također nazivaju alkaličnim (bazičnim). Djelovanje svih tih sredstva počiva na međusobnoj zavisnosti gibanja iona. Pri njihovoj upotrebi treba voditi računa o tome, da se na taj način ne može povećavati vodljivost, a da se pri tome ne promijene i druga važna svojstva kupke, na primjer zbog učinka zajedničkog iona i koncentracija iona metala elektrolita. 

#### Depolizatori
Depolizatori koji se dodavaju kupkama za elektroplatiranje, da bi se smanjila polarizacija elektroda iznad stanovite vrijednosti, gdje njen dalji porast ima štetne posljedice, mogu biti vrlo različite tvari, već prema prirodi procesa koji uzrokuje tu pojavu. Najčešće se ti procesi odvijaju na anodama, pa su najvažniji anodni depolizatori, osobito nosioci iona klora i cijanidi alkalija. Prvi se upotrebljavaju na primjer za razaranje pasivizirajućih slojeva nikalnih elektroda agresivnim djelovanjem nascentnog klora, drugi na primjer u cijanidnim kupkama za stvaranje lako topljivih dvosoli. Jedan od najpoznatijih katodnih depolizatora jest vodikov peroksid, koji se često upotrebljava pri elektroplatiranju niklom. Djelovanje mu se zasniva na oksidaciji vodika koji se simultano izlučuje. 

#### Puferi
Pufer (njem. Puffer) (puferska ili tamponska otopina) je otopina kojoj se može dodati manja količina vodikovih (H+) ili hidroksidnih (OH–) iona (u obliku jake kiseline ili jake lužine), a da se kiselost, odnosno lužnatost, to jest pH-vrijednost otopine, znatno ne promijeni. Kupkama se dodaju različiti puferi, već prema tome u kojem je području vrijednosti pH potrebno puferiranje. Tako se na primjer za puferiranje pri elektroplatiranju niklom upotrebljava borna kiselina. Najvažniji drugi puferi jesu oksalna kiselina i boraks. 

#### Sredstva za suzbijanje vodikovog poroziteta
Sredstva za suzbijanje vodikovog poroziteta poznata su sredstva za kvašenje (ionski aktivni spojevi, kao što su natrijev alkilsulfonati, natrijevi sulfati masnih alkohola, amidi masnih kiselina). Pri njihovoj upotrebi nužno je paziti na to da su ispitani u primjeni uz ostala svojstva kupke, posebno s obzirom na njenu pH vrijednost. U sredstva za suzbijanje vodikovog poroziteta ubraja se i vodikov peroksid.

#### Inhibitori
Inhibitor (od lat. inhibere: zadržati, priječiti), u kemiji, je tvar koja u malim količinama usporava ili zaustavlja kemijsku reakciju tako da s reaktantima ili katalizatorima reakcije stvara stabilne, nereaktivne produkte, uklanja slobodne radikale u lančanim reakcijama ili se na primjer adsorbira na metalnu površinu i sprječava koroziju. Naziva se i negativnim katalizatorom. Najstariji poznati inhibitori jesu želatina, tutkalo (ljepilo) i različiti ugljikohidrati (na primjer dekstroza, glukoza). Kako je uloga inhibicije postajala sve važnija (osobito pri galvaniziranju niklom, a danas sve više i bakrom), broj patenata za to je sve više rastao, pa danas ima vrlo mnogo inhibitora. Svrstavaju se u nekoliko skupina prema djelovanju na moć raspodjele i svojstava galvanskih slojeva. 

#### Posjajivači
Da bi se izbjegle štetne posljedice naknadne obrade galvaniziranih proizvoda brušenjem i poliranjem, od tih sastojaka obično se traži da uzrokuju nastajanje već sasvim glatkih i sjajnih površina. Zbog toga se nazivaju još i posjajivačima. Malo je tvari koje same mogu djelovati kao posjajivači. To su na primjer neki nezasićeni alkoholi (na primjer butindiol). Skoro redovito za posjajivače služe smjese s komponentama koje prema djelovanju čine dvije skupine. U jednoj su takozvani primarni posjajivači (nosači) koji sami uzrokuju nastajanje galvanskih slojeva dovoljno sitnozrnate strukture, ali još ne toliko da budu dovoljno sjajni. Najvažniji među njima jesu benzen i naftalensulfonske kiseline i sulfonski imidi, te saharin. U drugoj su takozvani sekundarni posjajivači s kojima se postiže konačni traženi sjaj. Među njima su najvažniji spojevi s konjugiranim prstenom dušika, nitridi i poliamini. Uobičajene koncentracije primarnih posjajivača u kupki dosta su velike (obično od 0,5 do 10 g/l) i ne moraju se točno održavati. Dopustive koncentracije sekundarnih posjajivača razmjerno su male (obično od 0,005 do 0,05 g/l) i moraju se vrlo točno nadzirati, jer već kad se razmjerno malo prekorače mogu uzrokovati krtost galvanskih slojeva. Nepovoljni utjecaj prekoračenja koncentracije sekundarnih posjajivača može se nadoknaditi pomoću primarnih. Uz ove organske, poznati su još i anorganski spojevi koji djeluju kao posjajivači, osobito sekundarni. Najpoznatiji među njima jesu kobaltov sulfat i kadmijev sulfat, tantalov klorid, selenska i telurna kiselina.

#### Sredstva za niveliranje mikrohrapavosti
Ponekad se sredstva za niveliranje mikrohrapavosti površine izradaka galvaniziranjem promatraju kao posebna skupina inhibitora. Pri tome se, da bi se taj učinak razlikovao od moći raspodjele na velikim profilima (takozvane moći makroraspodjele), ponekad govori i o moći mikroraspodjele. To je potrebno, jer obično kupke s povoljnom makroraspodjelom nemaju povoljnu mikroraspodjelu i obrnuto. 

#### Materijal i oblik anoda za elektroplatiranje
Tamo gdje se hranjenje kupke ionima odvija anodnim otapanjem, materijal anode mora, dakako, biti dovoljno (ali ne previše čist). Inače, kako topljivi, tako i netopljivi strani sastojci materijala anode dospijevaju u kupku (otapanjem, odnosno suspendiranjem takozvanog anodnog mulja) i mogu joj nepovoljno mijenjati svojstva; vrlo čisti materijali nisu prikladni za te anode, jer ne samo što su preskupi već bi i anode od njih bile sklone pasivaciji. Zbog toga je najčešće za anode prikladan jeftini lijevani ili valjani materijal. Suspendiranje anodnog mulja u kupki pri tome se sprečava ulaganjem anoda u vreće od umjetnog vlakna. Nastaje li anodnim otapanjem još i neki ion metala koji smeta, i kad se to može spriječiti drugim mjerama, pribjegava se upotrebi netopljivih anoda uz hranjenje kupki dodavanjem elektrolita. Bolje je da su anode veće od izradaka koji se elektroplatiraju, jer prevelike gustoće anodne struje uzrokuju pasivaciju. Njihov oblik od utjecaja je samo u specijalnim slučajevima (na primjer pri elektroplatiranju cijevi). 

#### Temperatura kupke
Za razliku od vodljivosti elektronskih vodiča struje, vodljivost ionskih vodiča raste s temperaturom, jer im se pri tome povećavaju stupanj disocijacije i pokretljivosti iona. Zbog toga se s povećanjem temperature kupke pri galvaniziranju dadu postići veće gustoće struje. Osim toga, povisivanje temperature kupke utječe i na druge važne činioce procesa. Tako povećavaju anodno iskorištenje struje, a ubrzavanjem difuzije i pospješujući elektrokristalizaciju, povisivanje temperature kupke smanjuje polarizabilnost elektroda i time radni napon reaktora, ali i povećava sklonost rastu kristala na račun nastajanja novih klica kristalizacije, pa galvanski slojevi postaju više grubozrnati i mekši. S druge strane, pri elektrokristalizaciji većine metala povisivanje temperature kupke iznad stanovite granice uzrokuje pojačano razvijanje vodika na katodi i sve nepovoljne posljedice toga, uključujući i naglo opadanje iskorištenja struje. Iznad stanovitih temperatura kupke treba računati i s utjecajem hidrolize. Da bi se odredila neka optimalna temperatura kupke nužno je, dakle, uskladiti složeni niz njenih posljedica na tok i rezultat galvaniziranja. Zbog toga su i te temperature vrlo različite od slučaja do slučaja. Najčešće su od 30 do 50 °C, ali mogu biti i znatno niže (na primjer u nekim slučajevima kromiranja od 12 do 18 °C) i znatno više (do 85 °C u visokoučinskim kupkama).

#### Konvekcija kupke
U mirujućim kupkama opadanje koncentracije iona metala u blizini površine katode može također uzrokovati porast razvijanja vodika i time spužvaste galvanske slojeve, a u blizini anode koncentracija tog iona može porasti do te mjere da (na primjer pri velikim gustoćama struje) uzrokuje kristalizaciju soli. Također nedostatak konvekcije kupke može uzrokovati i nedovoljnu inhibiciju elektrokristalizacije. Tamo gdje te pojave mogu nastupiti, posebno u visokoučinskim kupkama i pri upotrebi posjajivača, nužna je djelotvorna prisilna konvekcija kupke. Najprikladnija je konvekcija pomoću crpki, jer se time ostvaruju mogućnosti za dotjerano izvođenje niza drugih, pomoćnih operacija (filtracije radi čišćenja, hlađenja ili grijanja uz regulaciju temperature i hranjenja kupke elektrolitom izvana). Sustavi za konvekciju kupke ubrizgavanjem zraka primjenjivi su samo tamo gdje elektrolit nije oksidabilan, dakle, ne tamo gdje su kupke cijanidne. U novije vrijeme za prinudnu konvekciju galvanotehničkih kupki upotrebljava se i ultrazvuk. Često se namjesto konvekcije kupke pribjegava pokretnim katodama (rotirajućim, vibrirajućim, oscilirajućim, putujućim). 

#### Vrsta i gustoća struje
U galvanotehnici skoro se uvijek upotrebljava istosmjerna struja stalne jakosti, ali se često, osobito u visokoučinskim kupkama, pribjegava periodičnom obrtanju njenog smjera. Svrha tome jest kompenzacija razmjerno slabe moći raspodjele tih kupki istim učincima na kojima se zasniva i poliranje eliziranjem. Omjeri perioda (u sekundama) katodne i anodne polarizacije izradaka u tim slučajevima jesu od 5 : 1 do 15 : 5. Nejednoličnost napona rijetko je potrebna pri galvaniziranju, na primjer pri elektroplatiranju kromom, kad se, da bi se što brže stvorio pokrivni sloj, na početku radi s većim naponom. Mala valovitost napona (ispod 5%) ne djeluje nepovoljno na galvaniziranje. Djelovanje gustoće struje pri galvaniziranju odviše je složeno da bi se mogla postaviti neka opća pravila za određivanje njenog optimuma. Granice tog optimuma od slučaja do slučaja vrlo su široke. Tako su na primjer za elektroplatiranje srebrom povoljne gustoće struje 0,005 A/cm2, tvrdo (kromom) 0,5 A/cm2. Jedino što se tu može uopćiti jest da su za velike gustoće struje nužne velike koncentracije elektrolita i maksimalne temperature galvanizacije. Povisivanje temperature kupke, pogotovo u kombinaciji s konvekcijom, opća je mjera za suzbijanje najnepovoljnijeg učinka povećavanja gustoća struje, jačanja katodnog razvijanja vodika.

## Vanjske poveznice
- Galvanotehnika Hrvatska tehnička enciklopedija, portal hrvatske tehničke baštine. LZMK